# Идефикс (группа)
Идефи́кс — российская рэп-группа, образованная в Москве. В данное время базируется в Санкт-Петербурге.

## Название
Группа, названа в честь собаки по кличке Идефикс, одного из ключевых персонажей из вселенной Астерикс и Обеликс. Данный персонаж очень полюбился в детстве Сергею Глазу при просмотре мультфильмов и кино, так как пёс Идефикс вызывал самые положительные эмоции у будущего рэпера.

## История
- 2008 год: создание группы; группа вошла в объединение ЗАСАДА production.
- 2009 год: клип «Овощи» неделю находился в топах на сайте youtube.com и широко обсуждался на сайте rap.ru; альбом «Амальгама» занял 3 место в номинации «Альбом Года» по версии сайта prorap.ru[1].
- 2010 год: лейбл ЗАСАДА production прекращает своё существование, группа начинает работать автономно; группа ведет активную гастрольную деятельность[1]; запись акустического альбома.
- 2013 год: 5-летие группы. Свой юбилей группа отметила 24 ноября сольным концертом в московском клубе «16 тонн»[2], представив гостям новый альбом «Виктория»[3].
- 2020 год: Выпускают LP Молодость совместно с Ганза.

## Дискография

### Альбомы
- 2009 — «Амальгама»
- 2011 — «Лететь»
- 2011 — «Мизантропия»
- 2012 — «Мизантропия (Рэп-версия)»
- 2012 — «Добро» (при уч. Kurbat)
- 2013 — «Виктория»
- 2015 — «Семьдесятдва»

### Синглы
- 2009 — «Большие спросы» (при уч. Ганза)
- 2010 — «Эхо»
- 2010 — «Верь» (при уч. Стен)
- 2012 — «Завтрак»
- 2012 — «Моя»
- 2012 — «Желание»
- 2012 — «Тебе»
- 2013 — «Верю твоим глазам» (при уч. Саша NT)
- 2013 — «Следопыт» (при уч. «25/17»)
- 2013 — «С нами Бог» (при уч. D-Man 55)
- 2013 — «Космос» (при уч. Ганза)
- 2014 — «Нараспашку» (при уч. Драгни)
- 2015 — «Волны»
- 2015 — «Пусть»
- 2015 — «Чистым»
- 2015 — «Светофор» (при уч. Драгни)
- 2016 — «Домой» (при уч. Ганза)

### EP
- 2008 — «Метанойя»
- 2009 — «Большие спросы» (при уч. Ганза)
- 2010 — «Оттепель» (при уч. Ганза)
- 2013 — «Визави»

## Видеоклипы
- 2008 — «Карусель»
- 2008 — «Не родной»
- 2009 — «Овощи» (п.у. 25/17)
- 2009 — «Большие спросы» (п.у. Ганза)
- 2010 — «Эхо»
- 2010 — «Плод»
- 2012 — «Жить» (п.у. Kurbat)
- 2012 — «Самая грустная»
- 2013 — «Тебе»
- 2013 — «Виктория»

Видеоклипы «Самая грустная» и «Тебе» вошли в эфирную ротацию телеканала A-One.
Ранее, на этом же телеканале группа приняла участие в программе «Парный прогон» (2010) и в передаче «Напролом» (2011).

## Отзывы, рецензии
Музыкальный журнал Apelzin.ru о дебютном альбоме «Амальгама»:

Пластинка слушается на одном дыхании, все треки, записанные в минорной гамме, подобраны с умом и находятся в гармонии друг с другом. Тексты, подхваченные из самой жизни, не вызывают нареканий, даже несмотря на то, что темы поднимаемые в них на первый взгляд могут показаться узкими и однонаправленными. Но стоит принять во внимание то, что это большие темы: они не просто социального толка, они касаются каждого человека в социуме непосредственно. Парни смотрят на какую-либо проблему не свысока, а метят в упор и попадают в цель.
Журнал «Ровесник» в рецензии к EP «Оттепель», поставив оценку «очень хорошо, гарантия качества», пишет:

…музыканты активно экспериментировали с живым звуком — духовыми, струнными, ударными и т. д. Наполовину альбом получился акустическим, наполовину — роковым. Подобное решение не назовешь новаторским, но то, что звучит это по-настоящему круто — факт!

## Совместные работы, сторонние проекты
- С группой «Иезекииль 25-17» — альбом «Засада. Крепче стали» — трек «В городе, где нет метро» (2008)
- Ганза — альбом «Плотность» — трек «Карниз» (2010)[10]
- Альбом «Сила сопротивления» — трек «Наркотестер» (2010)

## Дополнительные факты
- До 2008 года нынешние участники «Идефикс» были известны как группа «Rap City».[1] Помимо прочего, группа «Rap City» получила известность своим участием в саундтреке к игре «Lada Racing Club»[11]. Трек «Набираем Обороты» с дебютного альбома группы «Rap City» вошел в юбилейный выпуск сборника «Особенности Национального Рэпа — 10».

- В 2019 году Сергей «Глаз» Глазунов очень обиделся на своей странице в Инстаграм, на то, что один из пользователей социальной сети сравнил его с рэпером Сашей Скулом, все причастные были добавлены в черный список, извинений не последовало.

- В 2017 году Сергей «Глаз» Глазунов очень обиделся на экс-участника группы, рэпера Драгни, известного своей шапкой. После этого группа перестала существовать. Причина конфликта не установлена.

- В 2011 году в городе Магадан было зарегистрировано общество с ограниченной ответственностью "ИДЕФИКС", занимающееся строительством жилых и нежилых зданий.

- Сергей «Глаз» Глазунов всегда негативно относился к омской группе «Грот», при этом состоя в одном лейбле с ребятами, возможно причина конфликта популярность и деньги.